# Le forze del male
Le forze del male (Force of Evil) è un film del 1948 diretto da Abraham Polonsky.
Nel 1994 è stato scelto per essere conservato nel National Film Registry della Biblioteca del Congresso degli Stati Uniti.

## Trama
L'avvocato Joe Morse cura gli interessi legali di Ben Tucker, spregiudicato uomo d'affari con un losco passato, e lo assiste nel suo progetto di acquisizione del controllo sulle ricevitorie clandestine legate alle scommesse. In cambio, ottiene di salvare dalla bancarotta e introdurre nella nuova organizzazione il fratello maggiore Leo, gestore di una piccola ricevitoria illegale, ai cui sacrifici deve la sua attuale posizione.
La coesistenza tra i metodi brutali del nuovo racket e l'etica imprenditoriale umanitaria di Leo e dei suoi uomini si rivela ben presto impossibile. Saranno vittime di questa situazione, in rapida successione, Bauer, il vecchio contabile di Leo, che, controvoglia, era stato costretto a seguirlo nel nuovo lavoro, e lo stesso fratello di Joe.
Solo allora, si rivela a quest'ultimo la feroce natura dell'attività in cui è coinvolto e, dopo aver affrontato e ucciso Tucker, si consegna alla giustizia.

## Commento
È questa la seconda sceneggiatura, dopo Anima e corpo di Robert Rossen, di Abraham Polonsky per la Enterprise Productions Inc., etichetta indipendente, fondata da John Garfield che in ambedue i film interpreta il ruolo del protagonista.
Come nel film precedente, nonostante l'apparente rispetto delle convenzioni del cinema noir, il comunista e sindacalista militante Abraham Polonsky, che nel 1951 avrebbe pagato a caro prezzo le sue convinzioni con il ritiro del passaporto e l'impossibilità di esercitare, per 20 anni, la professione, attacca duramente le basi del sistema capitalista e della stessa società americana. Se ciò che individua il genere noir è lo svolgersi delle vicende individuali in direzione di una fatalità inscritta nelle premesse del racconto, qui, in Le forze del male la vicenda è collettiva.
La truffa iniziale, da cui si dipana il plot, dipende dall'uscita del numero 776, il giorno della festività nazionale del 4 luglio (il 4 luglio 1776 è la data della Dichiarazione di Indipendenza americana). Il ritmo del film è incalzante, implacabile, senza momenti di tregua. La fotografia cupa e claustrofobica raggiunge i suoi momenti più felici nelle riprese espressioniste, dal basso, dei palazzi e dei grattacieli di Wall Street, giganti mostruosi che controllano le esistenze individuali.